# Булгакова Майя Григорівна
Ма́йя Григо́рівна Булга́кова (19 травня 1932, село Буки, Сквирський район, Київська область, Українська РСР — 7 жовтня 1994, Москва, Росія) — радянська російська акторка театру і кіно. Заслужена артистка РРФСР (1969). Народна артистка РРФСР (1977).

## Життєпис
1955 року закінчила ВДІК. Відтоді працювала у Театрі-студії кіноактора (Москва).
Дебютувала в кіно 1956 року у фільмі «Вольниця» (за повістю Федора Гладкова «Оксана», режисер Григорій Рошаль).
Одні з найкращих ролей — Надія Петрухіна в художньому фільмі «Крила» (1966, реж. Лариса Шепітько) та Марія в художньому фільмі Гліба Панфілова «У вогні броду немає» (1967).
Зіграла чимало ролей на Київській кіностудії художніх фільмів імені Олександра Довженка.
1986 року знімалася поблизу села Гелетина (Кам'янець-Подільський район) у ролі Меланки у фільмі довженківців «Солом'яні дзвони» (перша назва — «У синьому небі висію ліс»; режисер Юрій Іллєнко).
Була яскравою характерною актрисою, знімалася у багатьох провідних радянських кінорежисерів.
Загинула в автокатастрофі.

## Фестивалі та премії[1]
- 1968 — КФ республік Закавказзя і України: Диплом за найкращу жіночу роль у фільмі «З нудьги» (1968, Кіностудія ім. О. Довженка, реж. А. Войтецький)
- 1968 — МКФ слов'янських і православних народів «Золотий Витязь»: Диплом журі (посмертно) за роль у фільмі «Домовик і мереживниця» (1995)

## Вибрана фільмографія
- «Летять журавлі» (1957, солдатка на пероні)
- «Воскресіння» (1960, Онися)
- «Горизонт» (1961) — Шура, совхозниця
- «Люди і звірі» (1962)
- «Легке життя» (1964, епізод)
- «Чорт із портфелем» (1966, Віра Федулова)
- «У вогні броду немає» (1967, Марія)
- «З нудьги» (1967, Аріна)
- «І ніхто інший» (1967, Марія Сергіївна Казанкова)
- «Останні канікули» (1969, мати Борі)
- «Варчина земля» (1969, Паша Ткаченко)
- «Злочин і кара» (1969, Катерина Іванівна Мармеладова)
- «Серце Бонівура» (1969, Глафіра Насєдкіна, мати Насті)
- «Перевірка на дорогах» (1971, селянка)
- «Пристань на тому березі» (1971)
- «Єгор Буличов та інші» (1971, Ксенія, дружина Буличова)
- «Дозвольте зліт!» (1971, дружина Сахно, метеоролог)
- «Принц і жебрак» (1972, Дженні, мати Тома)
- «Довіра» (1972, Пруднічиха)
- «Про тих, кого пам'ятаю і люблю» (1973, тітка Маша)
- «З тобою і без тебе» (1973, мати Стеши)
- «Роса» (1975, удова)
- «Коли тремтить земля» (1975, Ніна Гриценко)
- «Ар-хі-ме-ди!» (1975, мати Олексія і Тетяни)
- «Чужі листи» (1975, мати Зіни, реж. Ілля Авербах)
- «Кадкіна всякий знає» (1976, Нюрка, вдова, подруга Пелагеї)
- «Одруження» (1977, Арина Пантелеймонівна)
- «Зрадниця» (1977, мама Саші Галкіна)
- «Подарунок долі» (1977,  Ганна Гаврилівна)
- «Узбіччя» (1978, Катерина Семенівна)
- «Пригоди Електроніка» (1979, директор школи)
- «Циган» (1979, Лущіліха)
- «Лісова пісня. Мавка» (1980)
- «Зустрічі з 9 до 9» (1980)
- «Прощання» (1981, Настасья, подруга Дар'ї)
- «Сонячний вітер» (1982)
- «За законами воєнного часу» (1982, мати Бориса)
- «Балада про доблесного лицаря Айвенго» (1983, Ульріка, дочка вбитого Торкіла Вольфґанґера)
- «Горобинові ночі» (1984, Марія Яківна)
- «Десь гримить війна» (1986, Дар'я Митрофанівна)
- «Солом'яні дзвони» (1987)
- «Не зійшлися характерами» (1989)
- «Лебедине озеро. Зона» (1990, стара жінка; реж. Юрій Іллєнко)
- «Похорон Сталіна» (1990, реж. Є. Євтушенко)
- «Фіктивний шлюб» (1992, лікар; Україна)
- «Мелодрама із замахом на вбивство» (1992, мати Петра; Україна)
- «Американський дідусь» (1993) та ін.